# Sarmatium hegerli
Sarmatium hegerli is een krabbensoort uit de familie van de Sesarmidae. De wetenschappelijke naam van de soort is voor het eerst geldig gepubliceerd in 1992 door Davie.